# Список телесеріалів «Зоряних війн»
Франшиза «Зоряні війни» породила безліч фільмів та телесеріалів. У середині 1980-х вийшли два мультсеріали. Подальший випуск анімованих серіалів відновився у 2000-х роках, і спочатку був зосереджений на приквелах та ері Війн клонів. Після придбання Діснеєм Lucasfilm лише мультсеріал «Війни клонів (2008)» залишився каноном разом зі всіма епізодами «Зоряних війн». Було створено два додаткові анімаційні серіали: «Повстанці», який пов'язаний з оригінальною трилогією; та «Рух опору», який пов'язаний з трилогією сиквелів. 2021 року на «Disney+» вийшов додатковий мультсеріал пов'язаний з Війною клонів під назвою «Бракована партія».
На «Disney+» вийде щонайменше сім оригінальних серіалів «Зоряних війн». У листопаді 2019 року відбулася прем'єра першого серіалу у франшизі «Мандалорець», який породив три допоміжні проєкти: «Книга Боби Фетта», «Рейнджери Нової Республіки» та «Асока». Інші серіали, які планують випустити: «Андор», «Обі-Ван Кенобі», «Аколіт» і «Лендо».

## Мультсеріали
| Назва            | Сезон | Сезон       | Серій       | Оригінальні покази | Оригінальні покази | Оригінальні покази | Шоуранер                   | Статус     |
| Назва            | Сезон | Сезон       | Серій       | Прем'єра           | Фінал              | Мережа             | Шоуранер                   | Статус     |
| ---------------- | ----- | ----------- | ----------- | ------------------ | ------------------ | ------------------ | -------------------------- | ---------- |
| Дроїди           |       | 1           | 13          | 7 вересня 1985     | 30 листопада 1985  | ABC                | Мікі Герман і Пітер Саудер | Завершений |
| Дроїди           |       | Спец випуск | Спец випуск | 7 червня 1986      | 7 червня 1986      | ABC                | Мікі Герман і Пітер Саудер | Завершений |
| Евоки            |       | 1           | 13          | 7 вересня 1985     | 30 листопада 1985  | ABC                | Мікі Герман і Пітер Саудер | Завершений |
| Евоки            |       | 2           | 22          | 13 вересня 1986    | 13 грудня 1986     | ABC                | Мікі Герман і Пітер Саудер | Завершений |
| Війни клонів     |       | Мультфільм  | Мультфільм  | 15 серпня 2008     | 15 серпня 2008     | Театральний показ  | Дейв Філоні                | Завершений |
| Війни клонів     |       | 1           | 22          | 3 жовтня 2008      | 20 березня 2009    | Cartoon Network    | Дейв Філоні                | Завершений |
| Війни клонів     |       | 2           | 22          | 2 жовтня 2009      | 30 квітня 2010     | Cartoon Network    | Дейв Філоні                | Завершений |
| Війни клонів     |       | 3           | 22          | 17 вересня 2010    | 1 квітня 2011      | Cartoon Network    | Дейв Філоні                | Завершений |
| Війни клонів     |       | 4           | 22          | 16 вересня 2011    | 16 березня 2012    | Cartoon Network    | Дейв Філоні                | Завершений |
| Війни клонів     |       | 5           | 20          | 29 вересня 2012    | 2 березня 2013     | Cartoon Network    | Дейв Філоні                | Завершений |
| Війни клонів     |       | 6           | 13          | 7 березня 2014     | 7 березня 2014     | Netflix            | Дейв Філоні                | Завершений |
| Війни клонів     |       | 7           | 12          | 21 лютого 2020     | 4 травня 2020      | Disney+            | Дейв Філоні                | Завершений |
| Повстанці        |       | Шорт лист   | 4           | 11 серпня 2014     | 1 вересня 2014     | Disney XD          | Дейв Філоні                | Завершений |
| Повстанці        |       | 1           | 15          | 3 жовтня 2014      | 2 березня 2015     | Disney XD          | Дейв Філоні                | Завершений |
| Повстанці        |       | 2           | 22          | 20 червня 2015     | 30 березня 2016    | Disney XD          | Дейв Філоні                | Завершений |
| Повстанці        |       | 3           | 22          | 24 вересня 2016    | 25 березня 2017    | Disney XD          | Джастін Рідж               | Завершений |
| Повстанці        |       | 4           | 16          | 16 жовтня 2017     | 5 березня 2018     | Disney XD          | Дейв Філоні                | Завершений |
| Рух опору        |       | Шорт лист   | 12          | 10 грудня 2018     | 31 грудня 2018     | Disney Channel     | Джастін Рідж               | Завершений |
| Рух опору        |       | 1           | 21          | 7 жовтня 2018      | 17 березня 2019    | Disney Channel     | Джастін Рідж               | Завершений |
| Рух опору        |       | 2           | 19          | 6 жовтня 2019      | 26 січня 2020      | Disney Channel     | Джастін Рідж               | Завершений |
| Бракована партія |       | 1           | 16          | 4 травня 2021      | 13 серпня 2021     | Disney+            | Дженніфер Корбетт          | Вийшов     |
| Бракована партія |       | 2           | 16          | 5 січня 2023       | 30 березня         | Disney+            | Дженніфер Корбетт          | Вийшовй    |
| Видіння          |       | 1           | 9           | 22 вересня 2021    | 22 вересня 2021    | Disney+            | Н/Д                        | Завершений |

### Дроїди та евоки (1985–1987)
Анімаційна студія «Nelvana», яка створювала анімаційний сегмент для «Holiday Special», була найнята для створення двох анімаційних серіалів, які вийшли на ABC: Дроїди (1985–86) розповідає про пригоди C-3PO та R2-D2. «Евоки» (1985–86) показує життя Вікета та інших евоків, яких було вперше показано у фільмі «Повернення джедая», сюжет мультсеріалу розгортається до подій оригінальної трилогії. Один рецензент називає мультсеріал «Дроїди» «рудиментарним» та «Евоків» «непримітними», але пише, що обидва «відзначилися першою серйозною спробою розширити „бренд“ Зоряних війн».

### Війни клонів (2008—2020)
Джордж Лукас створив власну анімаційну компанію «Lucasfilm Animation», і використав її для створення свого першого власного анімаційного серіалу Зоряних війн, використовуючи мікросеріал «Війни клонів (2003)» як «пілотний». Мультсеріал «Війни клонів (2008—2020)» був представлений через однойменний анімаційний фільм 2008 року. Сюжет мультсеріалу відбувається між «Атакою клонів» та «Помстою ситхів» з трилогії приквелів. В мультсеріалі основними персонажами являються джедаї Енакін Скайвокер та Обі-Ван Кенобі, і падавана Енакіна Асока Тано (персонаж, створений Дейвом Філоні для серіалу). Серіал поклав початок участі Дейва Філоні в анімаційних проєктах «Зоряних війн».
Після придбання Діснеєм франшизи «Зоряних війн», мультсеріал скасували у 2014 році. Решта не випущених серій вийшли на «Netflix» як «Втрачені місії». Хронологічний порядок сюжетної лінії був опублікований після випуску шостого сезону. Фільм і серіал були включені до канону, який Дісней встановив у 2014 році. Пізніше мультсеріал був відновлений для показу додаткового останнього сьомого сезону, прем'єра якого відбулася 21 лютого 2020 року на потоковому сервісі Disney+.

### Повстанці (2014—2018)
У 2014 році Disney XD розпочав трансляцію «Повстанців», першого анімаційного серіалу, створеного після придбання франшизи Діснеєм. У ньому розповідається про групу повстанців, які борються з Галактичною Імперією, події мультсеріалу відбуваються перед подіями «Нової надії». Мультсеріал закрив деякі питання, щодо сюжету, які утворились у «Війнах клонів». Оскільки фільм «Бунтар Один» вийшов одночасно з мультсеріалом, то, що у фільмі, що у серіалі згадують одне одного. Мультсеріал також включив до канону гранд-адмірала Трауна з легенд «Трилогія Трауна».

### Рух опору (2018—2020)
Мультсеріал «Рух опору» дебютував наприкінці 2018 року, змінюючи стиль анімації використовуючи сел шейдінг. Сюжет фокусується на молодому пілоті Руху опору Казуді Зіоні до і під час подій фільмів «Пробудження Сили» та «Останніх джедаїв», і підводить до подій фільму «Скайвокер. Сходження». У мультсеріалі з'являються персонажі з трилогії сиквелів, такі як: Капітан Фазма, Генерал Хакс і Кайло Рен. Прем'єра другого і останнього сезону відбулася 6 жовтня 2019 року.

### Бракована партія (2021— дотепер)
Сюжет мультсеріалу розгортається після подій «Війн клонів». Основними персонажами являються дефективні клони, які стають найманцями та боряться з новоствореною Імперією. Серіал був анонсований у липні 2020 року, а прем'єра відбулася на Disney+ 4 травня 2021 року. У той час як перший сезон ще виходив, Lucasfilm оголосив, що серіал продовжено на другий сезон, який вийде в 2022 році.

### Видіння (2021)
Мультсеріал був анонсований 10 грудня 2020 року. «Видіння» —це аніме-серіал-антологія з дев'яти короткометражних фільмів різних авторів, дія яких розгортається у всесвіті «Зоряних війн», але не обмежена канонічним графіком. Реліз був запланований на Disney+ 22 вересня 2021 року. Кадри з проєкту вперше були оприлюднені на Anime Expo 3 липня. В антології представлені короткометражні фільми від Kamikaze Douga, Geno Studio, Studio Colorido, Studio Trigger, Kinema Citrus, Science SARU та Production I.G.

## Анімаційні мікросеріали
| Назва            | Сезон | Сезон | Серій | Оригінальні покази | Оригінальні покази | Оригінальні покази | Шоуранер                 | Статус     |
| Назва            | Сезон | Сезон | Серій | Прем'єра           | Фінал              | Мережа             | Шоуранер                 | Статус     |
| ---------------- | ----- | ----- | ----- | ------------------ | ------------------ | ------------------ | ------------------------ | ---------- |
| Війни клонів     |       | 1     | 10    | 7 листопада 2003   | 20 листопада 2003  | Cartoon Network    | Геннді Тартаковський     | Завершений |
| Війни клонів     |       | 2     | 10    | 26 березня 2004    | 8 квітня 2004      | Cartoon Network    | Геннді Тартаковський     | Завершений |
| Війни клонів     |       | 3     | 5     | 21 березня 2005    | 25 березня 2005    | Cartoon Network    | Геннді Тартаковський     | Завершений |
| Бліпси           |       | 1     | 8     | 3 травня 2017      | 4 вересня 2017     | YouTube            | Н/Д                      | Завершений |
| Сили долі        |       | 1     | 16    | 3 липня 2017       | 1 листопада 2017   | YouTube            | Керрі Бек та Дейв Філоні | Завершений |
| Сили долі        |       | 2     | 16    | 19 березня 2018    | 25 травня 2018     | YouTube            | Керрі Бек та Дейв Філоні | Завершений |
| Галактика пригод |       | 1     | 36    | 30 листопада 2018  | 13 липня 2019      | YouTube            | Джош Раймс               | Завершений |
| Галактика пригод |       | 2     | 19    | 13 березня 2020    | 2 жовтня 2020      | YouTube            | Джош Раймс               | Завершений |
| Котитись         |       | 1     | 16    | 9 серпня 2019      | 1 квітня 2020      | YouTube            | Хідео Ітоянагі           | Завершений |

### Війни клонів (2003–2005)
Після прем'єри «Атаки клонів» у 2003 році вийшов анімаційний мікросеріал «Війни клонів», режисером став Геннді Тартаковський, а сценаристом був Джордж Лукас. Телеканал Cartoon Network продюсував та транслював мікросеріал з 2003 року аж до виходу «Помсти ситхів» у 2005 році, оскільки в мультсеріалі були події, які відбуваються між цими фільмами. Сюжет серіалу був задуманий як приквел до майбутньої «Помсти ситхів», і безпосередньо підводить до подій на початку фільму.
Мультсеріал отримав прайм-тайм премію «Еммі» за найкращу анімаційну програму в 2004 та 2005 роках.

### Бліпси (2017)
Прем'єра анімаційного мікросеріалу «Зоряні війни: Бліпси» відбулась у травні 2017 року. Вісім серій мікросеріалу зазвичай тривали менше хвилини, і виходили через нерівномірні проміжки часу на офіційному YouTube-каналі Зоряних війн. У мультсеріалі показано маленькі пригоди дроїдів BB-8 та R2-D2. Серіал послужив передісторією та одночасно рекламою для фільму «Останні джедаї». Також у серіалі були вперше представлені істоти порґи, які потім з'являлись у фільмі.

### Сили долі (2017–2018)
Мультсеріал «Зоряні війни: Сили долі» вийшов у липні 2017 року, створений Керрі Беком та Дейвом Філоні. Мультсеріал переважно був зосереджений на жіночих персонажах таких як: Лея Орґана, Падме Амідала, Асока Тано, Рей та інші. Дія серіалу відбувається в різний час у різних місцях уздовж канонічної хронології франшизи.

### Галактика пригод (2018–2020)
«Зоряні війни: Галактика пригод» — це дитячий мікросеріал, режисером якого виступив Джош Раймс, анімаційною студією була «Titmouse, Inc.». Перший епізод з'явився на YouTube-каналі «Star Wars Kids» у січні 2019 року. Серії тривають від однієї до п'яти хвилин, події мультсеріалу зосереджуються на ключових сценах, персонажах чи сюжетних лініях з франшизи та демонструє відповідні сцени в новій анімаційній версії, деякі з оригінальним звуком. Після закінчення першого сезону відбулась прем'єра фільму «Скайвокер. Сходження», після чого мультсеріал був продовжений на другий сезон, і на спін-оф «Галактика пригод. Цікаві факти».

### Котитись (2019-2020)
Мультсеріал «Зоряні війни: Котитись» дебютував на YouTube-каналі «Star Wars Kids» у серпні 2019 року. У короткометражних серіях головні герої франшизи зображені у формі кулі, схожі на дроїда BB-8, і використовується зручний для дітей стиль анімації. «io9» називає дизайн мультсеріалу «чарівним». Події відбуваються незадовго до подій «Скайвокер. Сходження», і показує пригоди різних героїв із трилогії сиквелів.

## Серіали
| Назва                      | Сезон | Сезон | Серій | Оригінальні покази | Оригінальні покази | Оригінальні покази | Шоуранер                  | Статус        |
| Назва                      | Сезон | Сезон | Серій | Прем'єра           | Фінал              | Мережа             | Шоуранер                  | Статус        |
| -------------------------- | ----- | ----- | ----- | ------------------ | ------------------ | ------------------ | ------------------------- | ------------- |
| Мандалорець                |       | 1     | 8     | 12 листопада 2019  | 27 грудня 2019     | Disney+            | Джон Фавро                | Вийшов        |
| Мандалорець                |       | 2     | 8     | 30 жовтня 2020     | 18 грудня 2020     | Disney+            | Джон Фавро                | Вийшов        |
| Мандалорець                |       | 3     | 8     | 1 березня 2023     | 19 квітня 2023     | Disney+            | Джон Фавро                | Вийшов        |
| Мандалорець                |       | 4     | ТВА   | ТВА                | ТВА                | Disney+            | Джон Фавро                | Анонсовано    |
| Книга Боби Фетта           |       | 1     | 7     | 29 грудня 2021     | 9 лютого 2022      | Disney+            | Джон Фавро та Дейв Філоні | Вийшов        |
| Обі-Ван Кенобі             |       | 1     | 6     | 25 травня 2022     | Н/Д                | Disney+            | Дебора Чоу                | Вийшов        |
| Андор                      |       | 1     | 12    | 31 серпня 2022     | Н/Д                | Disney+            | Тоні Гілрой               | Вийшов        |
| Андор                      |       | 2     | 12    | серпень 2024       | ТВА                | Disney+            | Тоні Гілрой               | У розробці    |
| Асока                      |       | 1     | 8     | 31 серпня 2023     | ТВА                | Disney+            | Джон Фавро та Дейв Філоні | Пост-продакшн |
| Аколіт                     |       | 1     | 8     | 2024               | ТВА                | Disney+            | Леслі Гедленд             | У розробці    |
| Лендо                      |       | 1     | Н/Д   | Н/Д                | Н/Д                | Disney+            | Джастін Сімьєн            | У розробці    |
| Рейнджери Нової Республіки |       | 1     | Н/Д   | Н/Д                | Н/Д                | Disney+            | Джон Фавро та Дейв Філоні | Анонсовано    |

### Мандалорець (2019— дотепер)
У березні 2018 року Джон Фавро був найнятий для створення серіалу про Зоряні війни. У серіалі йдеться про самотнього найманця в околицях галактики, яка не підконтрольна Новій Республіці, а події відбуваються через кілька років після подій «Повернення джедая». У серпні 2018 року повідомлялося, що серіал обійдеться приблизно у 100 мільйонів доларів за 10 епізодів. Головну роль виконує Педро Паскаль, разом з акторами другого плану, такими як: Джина Карано, Нік Нолті, Джанкарло Еспозіто, Емілі Своллоу, Карл Везерс, Омід Абтахі та Вернер Герцог. Прем'єра серіалу відбулась 12 листопада 2019 року разом із запуском Disney+. Прем'єра другого сезону відбулася 30 жовтня 2020 року, а прем'єра третього сезону очікується в 2022 році.

### Книга Боби Фетта (2021— ...)
У листопаді 2020 року «Deadline Hollywood» повідомив, що міні-серіал, присвячений Бобу Фетту, створення якого, можливо, розпочнеться до кінця року, до початку виробництва третього сезону «Мандалорця». Виконавчим продюсерами стали Джон Фавро, Дейв Філоні та Роберт Родрігес, а головними акторами стали Темуера Моррісон та Мінг-На Вен, які зіграють ролі Боби Фетта та Феннек Шанді відповідно. Прем'єра запланована на 29 грудня 2021 року.

### Андор
Серіал буде розповідати про шпигуна повстанців Кассіана Андора за п'ять років до подій фільму «Бунтар Один».
У листопаді 2018 року було підтверджено, що серіал-приквел до фільму «Бунтар Один», який зосереджений на шпигуні Кассіані Андорі, знаходиться в стадії розробки, і описаний як «захопливий шпигунський трилер». Дієго Луна повторить свою роль у серіалі. Стівена Шиффа найняли в якості шоуранера серіалу, а Джаред Буш став сценаристом, і написав проєкт пілотного епізоду. У квітні 2019 року було підтверджено, що Алан Тьюдік повторить свою роль K-2SO. У квітні 2020 року Тоні Гілрой, який працював над перезніманням «Бунтара Один», замінив Шиффа на посаді шоуранера. Гілрой збирався написати сценарій та бути режисером серіалу. У квітні 2020 року також стало відомо, що Стеллан Скашгорд, Кайл Соллер, Деніз Гоф приєдналися до акторського складу, а Женев'єв О'Рейлі повторила свою роль Мон Мотми. У вересні 2020 року було оголошено, що Гілрой піде у відставку з посади режисера і його замінить Тобі Хейнс, який має стати режисером перших трьох епізодів. Знімання розпочали наприкінці листопада 2020 року в Лондоні. Серіал має вийти в другій половинні 2022 року і складатиметься з 12 епізодів.

### Обі-Ван Кенобі
У серпні 2019 року повідомлялося, що розробляється серіал, зосереджений на Обі-Вані Кенобі, а Юен Мак-Грегор веде перемови про повторення своєї ролі, яку зіграв у трилогії приквелів. Спочатку вважалося, що серіал розроблявся як окремий фільм, який зрештою скасували, через провал в прокаті фільму «Соло». Під час виставки «D23 Expo» у 2019 році Lucasfilm офіційно оголосив, що серіал знаходиться на стадії розробки, і Мак-Грегор підтвердив, що він повторить свою роль. Події серіалу відбуватимуться через вісім років після «Помсти ситхів», таким чином буде показано життя Кенобі на Татуїні до подій Нової надії. У вересні 2019 року було оголошено, що Дебора Чоу стала режисером, а Гусейн Аміні сценаристкою серіалу, які також будуть виконувати функції виконавчих продюсерів разом з Мак-Грегор. У квітні 2020 року було оголошено, що Джобі Гарольд офіційно став сценаристом. У серпні 2020 року Кеннеді сказала для «TheWrap», що це буде обмежений серіал. Знімання розпочали у травні 2021 року.
На «Disney Investor Day 2020» стало відомо, що Гайден Крістенсен повторить свою роль Дарта Вейдера, і що серіал буде називатися «Обі-Ван Кенобі». Вихід запланований на 2022 рік, і складатиметься з шести епізодів.

### Асока
У грудні 2020 року було оголошено про створення нового серіал присвяченого Асоці Тано. Серіал розроблений Джоном Фавро та Дейвом Філоні, і події розгортаються одночасно з «Мандалорцем», «Книгою Боби Фетта» та «Рейнджерами Нової Республіки» через взаємопов'язані історії. Розаріо Довсон зіграє роль Асоки Тано. У жовтні 2021 року «The Hollywood Reporter» оголосив, що Гайден Крістенсен повернеться до своєї ролі Енакін Скайвокер в серіалі, знімання якого має початися на початку 2022 року.

### Аколіт
У квітні 2020 року журнал «Variety» повідомив, що для Disney+ розробляється серіал «Зоряних війн», який присвячений жінкам, а співавтор серіалу «Матрьошки» Леслі Хедленд буде сценаристом і шоуранером. На початку листопада Хедленд пояснила, що події серіалу відбуватимуться «в глибинці всесвіту та в давні часи, про які ми мало знаємо», пояснивши, що вона більш творчо займається географією всесвіту Зоряних війн, ніж існуючі візуальні елементи. 5 листопада «Deadline» повідомив, що очікується, що серіал буде «екшн-трилером з елементами бойових мистецтв». На «Disney Investor Day 2020» стало відомо, що події відбуватимуться в кінці епохи Розквіту Республіки. Очікується, що знімання розпочнеться у лютому 2022 року в Лондоні, а серіал складатиметься з восьми епізодів.

### Лендо
У грудні 2020 року було анонсовано серіал про Лендо Калріссіана, режисером якого став Джастін Сімієн.

### Рейнджери Нової Республіки
У грудні 2020 року відбувся анонс серіалу «Рейнджери Нової Республіки». Розробленого Джоном Фавро та Дейвом Філоні. Серіал планувалось об'єднати з іншими серіалами: «Мандалорцем», «Книгою Боби Фетта» та «Асокою». У травні 2021 року «Variety» повідомив, що серіал не знаходиться в активному розвитку.

## Токшоу
| Назва                | Сезон | Сезон | Серій | Оригінальні покази | Оригінальні покази | Оригінальні покази | Ведучий    | Статус |
| Назва                | Сезон | Сезон | Серій | Прем'єра           | Фінал              | Мережа             | Ведучий    | Статус |
| -------------------- | ----- | ----- | ----- | ------------------ | ------------------ | ------------------ | ---------- | ------ |
| Виклик Храму джедаїв |       | 1     | 10    | 10 червня 2020     | 5 серпня 2020      | StarWarsKids.com   | Ахмед Бест | Вийшов |

### Виклик Храму джедаїв
«Зоряні війни: Виклик Храму джедаїв» — це ігрове шоу для дітей, розроблене Lucasfilm. Вперше анонсоване у грудні 2019 року, серіал дебютував на вебсайті «Star Wars Kids» та на YouTube-каналі 10 червня 2020 року. У токшоу беруть участь діти, які змагаються як джедаї-падавани на смузі перешкод, в спробі отримати звання лицаря-джедая. Ведучим шоу являється Ахмед Бест, який зіграв роль майстра-джедая Келлерана Бека, наставника учасників, якому допомагають його дроїди-компаньйони AD-3 та LX-R5. Сем Вітвер озвучує невідомого персонажа Темної сторони Сили під час останнього випробування кожного епізоду.

## Прийом

### Рейтинги
| Назва        | Сезон | Серій | Прем'єра        | Прем'єра       | Фінал           | Фінал          |
| Назва        | Сезон | Серій | Дата            | Глядачі (млн.) | Дата            | Глядачі (млн.) |
| ------------ | ----- | ----- | --------------- | -------------- | --------------- | -------------- |
| Війни клонів | 1     | 22    | 3 жовтня 2008   | 3,99           | 20 березня 2009 | 3,29           |
| Війни клонів | 2     | 22    | 2 жовтня 2009   | 2,58           | 30 квітня 2010  | 2,76           |
| Війни клонів | 3     | 22    | 17 вересня 2010 | 2,42           | 1 квітня 2011   | 2,31           |
| Війни клонів | 4     | 22    | 16 вересня 2011 | 1,93           | 16 березня 2012 | 2,03           |
| Війни клонів | 5     | 20    | 29 вересня 2012 | 1,94           | 2 березня 2013  | 2,18           |
| Повстанці    | 1     | 15    | 3 жовтня 2014   | 2,74           | 2 березня 2015  | 0,72           |
| Повстанці    | 2     | 22    | 20 червня 2015  | 0,59           | 30 березня 2016 | 0,69           |
| Повстанці    | 3     | 22    | 24 вересня 2016 | 0,56           | 25 березня 2017 | 0,50           |
| Повстанці    | 4     | 16    | 16 жовтня 2017  | Н/Д            | 5 березня 2018  | 0,46           |
| Рух опору    | 1     | 21    | 7 жовтня 2018   | 0,33           | 17 березня 2019 | 0,36           |

### Оцінка критиків
| Назва            | Сезон | Rotten Tomatoes    | Metacritic       |
| ---------------- | ----- | ------------------ | ---------------- |
| Війни клонів     | 1     | 80% (5 відгуків)   | Н/Д              |
| Війни клонів     | 1     | 67% (15 відгуків)  | 64 (9 відгуків)  |
| Війни клонів     | 3     | 100% (5 відгуків)  | Н/Д              |
| Війни клонів     | 5     | 100% (5 відгуків)  | Н/Д              |
| Війни клонів     | 6     | 100% (13 відгуків) | Н/Д              |
| Війни клонів     | 7     | 100% (24 відгуки)  | Н/Д              |
| Повстанці        | 1     | 92% (12 відгуків)  | 78 (4 відгуки)   |
| Повстанці        | 2     | 100% (6 відгуків)  | Н/Д              |
| Повстанці        | 3     | 100% (6 відгуків)  | Н/Д              |
| Повстанці        | 4     | 100% (10 відгуків) | Н/Д              |
| Рух опору        | 1     | 92% (13 відгуків)  | Н/Д              |
| Мандалорець      | 1     | 93% (36 відгуків)  | 70 (29 відгуків) |
| Мандалорець      | 2     | 94% (25 відгуків)  | 76 (14 відгуків) |
| Бракована партія | 1     | 88% (42 відгуки)   | 67 (7 відгуків)  |

### Нагорода Еммі
| Рік  | Серіал                     | Категорія                                                                                 | Одержувач | Результат | Примітка |
| ---- | -------------------------- | ----------------------------------------------------------------------------------------- | --- | --------- | -------- |
| 2004 | Зоряні війни: Війни клонів | Найкраща анімаційна програма (більше однієї години)                                       | Зоряні війни: Війни клонів | Перемога  | [ 136 ]  |
| 2005 | Зоряні війни: Війни клонів | Найкраща анімаційна програма (більше однієї години)                                       | Зоряні війни: Війни клонів | Перемога  | [ 137 ]  |
| 2005 | Зоряні війни: Війни клонів | Найкращі індивідуальні досягнення в анімації                                              | Джастін Томпсон | Перемога  | [ 138 ]  |
| 2013 | Зоряні війни: Війни клонів | Найкраща анімаційна програма спеціального класу                                           | Зоряні війни: Війни клонів | Перемога  |          |
| 2013 | Зоряні війни: Війни клонів | Найкращий виконавець анімаційної програми                                                 | Джим Каммінгс | Номінація |          |
| 2013 | Зоряні війни: Війни клонів | Найкращий виконавець анімаційної програми                                                 | Девід Теннант | Перемога  |          |
| 2013 | Зоряні війни: Війни клонів | Найкращий виконавець анімаційної програми                                                 | Сем Вітвер | Номінація |          |
| 2013 | Зоряні війни: Війни клонів | Найкраща режисерська робота в анімаційній програмі                                        | Дейв Філоні, Кайл Данлеві, Браян Калін О'Коннелл, Стюард Лі, Боско Нг | Номінація |          |
| 2013 | Зоряні війни: Війни клонів | Найкращий музичний напрямок та композиція                                                 | Кевін Кінер | Номінація |          |
| 2013 | Зоряні війни: Війни клонів | Найкраща звукова обробка                                                                  | Девід Акорд і Кемерон Девіс | Номінація |          |
| 2014 | Зоряні війни: Війни клонів | Найкраща анімаційна програма спеціального класу                                           | Зоряні війни: Війни клонів | Перемога  |          |
| 2014 | Зоряні війни: Війни клонів | Найкраще індивідуальне досягнення в анімації                                              | Крістофер Вой | Перемога  |          |
| 2014 | Зоряні війни: Війни клонів | Найкраще міксування звуку в анімації                                                      | Кемерон Девіс, Девід Акорд, Френк Рінелла та Марк Еванс | Номінація |          |
| 2014 | Зоряні війни: Війни клонів | Найкраща обробка звуку в анімації                                                         | Метью Вуд, Дін Мента, Джеремі Боукер, Ерік Форман, Паскаль Гарно, Стів Сланек, Френк Рінелла, Денні Торп, Яна Венс та Девід Акорд                                          | Номінація |          |
| 2015 | Зоряні війни: Війни клонів | Найкраща анімаційна програма спеціального класу                                           | Зоряні війни: Війни клонів | Номінація |          |
| 2015 | Зоряні війни: Війни клонів | Найкращий виконавець анімаційної програми                                                 | Марк Гемілл | Номінація |          |
| 2015 | Зоряні війни: Війни клонів | Найкращий сценарій в анімаційній програмі                                                 | Крістіан Тейлор | Номінація |          |
| 2015 | Зоряні війни: Війни клонів | Найкраща режисерська робота в анімаційній програмі                                        | Дейв Філоні, Брайан Калін О'Коннелл, Денні Келлер, Стюард Лі | Номінація |          |
| 2015 | Зоряні війни: Війни клонів | Найкраще зведення звуку в анімації                                                        | Кемерон Девіс, Девід Акорд, Френк Рінелла, Марк Еванс | Номінація |          |
| 2015 | Зоряні війни: Війни клонів | Найкращий звуковий монтаж в анімації                                                      | Метью Вуд, Девід Акорд, Дін Мента, Джеремі Боукер, Стів Слейнек, Андреа Гард, Кевін Селлерс, Денні Торп та Яна Венс                                                        | Номінація |          |
| 2015 | Зоряні війни: Війни клонів | Найкращий музичний напрямок та композиція                                                 | Кевін Кінер | Номінація |          |
| 2017 | Зоряні війни: Повстанці    | Найкраща дитяча програма                                                                  | Зоряні війни: Повстанці | Номінація | [ 139 ]  |
| 2018 | Зоряні війни: Повстанці    | Найкраща дитяча програма                                                                  | Зоряні війни: Повстанці | Номінація |          |
| 2018 | Зоряні війни: Повстанці    | Найкраща музична композиція для серіалу (оригінальна драматична музика)                   | Кевін Кінер за серію «Возз'єднання сім'ї — і прощання» | Номінація |          |
| 2018 | Зоряні війни: Повстанці    | Найкращий звуковий монтаж для комедійного або драматичного серіалу та анімації            | Меттью Вуд, Девід Акорд, Бонні Вайлд, Шон Кінер, Ронні Браун, Марджі О'Меллі за серію «Світ між світами»                                                                   | Номінація |          |
| 2019 | Зоряні війни: Рух опору    | Найкраща дитяча програма                                                                  | Зоряні війни: Рух опору | Номінація |          |
| 2020 | Мандалорець                | Найкращий драматичний серіал                                                              | Джон Фавро, Дейв Філоні, Кетлін Кеннеді, Колін Вілсон та Карен Гілкріст | Номінація | [ 140 ]  |
| 2020 | Мандалорець                | Найкраща озвучка персонажу                                                                | Тайка Вайтіті як IG-11 (у серії «Частина 8: Спасіння») | Номінація | [ 141 ]  |
| 2020 | Мандалорець                | Найкраща операторська робота для серіалу з однією камерою                                 | Грейг Фрейзер та Баз Ідойн (за серію «Частина 7: Відплата») | Перемога  | [ 141 ]  |
| 2020 | Мандалорець                | Найкращі фантастичні костюми                                                              | Джозеф Порро, Джулі Робар, Джіджі Мелтон та Лорен Сільвестрі (у ссерії «Частина 3: Гріх»)                                                                                  | Номінація | [ 141 ]  |
| 2020 | Мандалорець                | Найкращий запрошений актор у драматичному серіалі                                         | Джанкарло Еспозіто в ролі Моффа Гідеона (у серії «Частина 8: Спасіння») | Номінація | [ 141 ]  |
| 2020 | Мандалорець                | Найкраща музична композиція для серіалу                                                   | Людвіг Йоранссон (за серію «Частина 8: Спасіння») | Перемога  | [ 141 ]  |
| 2020 | Мандалорець                | Найкращий виробничий дизайн                                                               | Ендрю Л. Джонс, Джефф Вішнєвський, Аманда Серіно (за серію «Частина 1: Мандалорець»)                                                                                       | Перемога  | [ 141 ]  |
| 2020 | Мандалорець                | Найкращий макіяж для серіалу, обмеженої серії, фільму чи спеціального випуску             | Брайан Сайп, Олексій Дмитрів, Карлтон Коулман, Саманта Уорд, Скотт Стоддард, Майк Орнелаз і Сабріна Кастро (за серію «Частина 6: В'язень»)                                 | Номінація | [ 141 ]  |
| 2020 | Мандалорець                | Найкращий однокамерний монтаж для драматичного серіалу                                    | Ендрю С. Айзен (за серію «Частина 2: Дитя») | Номінація | [ 141 ]  |
| 2020 | Мандалорець                | Найкращий однокамерний монтаж для драматичного серіалу                                    | Дана Е. Глауберман та Ділан Фіршейн (за серію «Частина 4: Прихисток») | Номінація | [ 141 ]  |
| 2020 | Мандалорець                | Найкращий однокамерний монтаж для драматичного серіалу                                    | Джефф Сейбенік (за серію «Частина 8: Спасіння») | Номінація | [ 141 ]  |
| 2020 | Мандалорець                | Найкращий звуковий монтаж для комедійного або драматичного серіалу та анімації            | Девід Акорд, Меттью Вуд, Бонні Вайлд, Джеймс Спенсер, Річард Куінн, Річард Гулд, Стефані МакНеллі, Раян Рубін, Ронні Браун та Яна Венс (за серію «Частина 1: Мандалорець») | Перемога  | [ 141 ]  |
| 2020 | Мандалорець                | Найкраще зведення звуку для комедійного або драматичного серіалу та анімації              | Шон Холден, Бонні Вайлд та Кріс Фогель (за серію «Частина 2: Дитя) | Перемога  | [ 141 ]  |
| 2020 | Мандалорець                | Найкращі спецефекти                                                                       | Річард Блафф, Джейсон Портер, Ебігейл Келлер, Хейден Джонс, Хел Хікель, Рой Канчіно, Джон Розенгрант, Енріко Дамм і Лендіс Філдс (за серію «Частина 2: Дитя)               | Перемога  | [ 141 ]  |
| 2020 | Мандалорець                | Найкраща координація трюків для драматичного серіалу, обмеженого серіалу чи фільму        | Раян Уотсон | Перемога  | [ 141 ]  |
| 2021 | Зоряні війни: Війни клонів | Найкраща музична постановка та композиція для дошкільної, дитячої чи анімаційної програми | | Номінація |          |
| 2021 | Зоряні війни: Війни клонів | Найкраще міксування та редагування звуку для денної анімаційної програми                  | | Перемога  |          |
| 2021 | Зоряні війни: Війни клонів | Найкраща команда сценаристів для денної анімаційної програми                              | | Номінація |          |

## Закриті проєкти

### Підземий світ
У 2005 році на «Star Wars Celebration» було оголошено про плани на створення телесеріалу, події якого відбуватимуться між приквелами та оригінальною трилогією. У 2007 році Лукас описав проєкт як «одне шоу, яке буде розділене на чотири шоу, зосереджені на різних персонажах». Серіал почав розроблятися на початку 2009 року. Серіал був описаний як «грубий і темний», і очікувалося, що в серіалі будуть представлені такі персонажі як: Хан Соло, Чубакка, Лендо Калріссіан, Боба Фетт, C-3PO та імператор Палпатін. Лукас описав серіал як «більш балакучий. Це більше те, що я б назвав мильною оперою з купою особистих драм. Насправді це не засноване на пригодницьких бойовиках 30-х років — насправді це більше на основі фільмів нуар 40-х!». Продюсер Рік МакКаллум розкрив робочу назву «Зоряні війни: Підземний світ» у 2012 році, і що серіал буде зосереджений на кримінальній та політичній боротьбі за владу в «період, коли Імперія намагається захопити все».
Було заплановано понад сто 42-хвилинних епізодів, 50 з яких мали написаний сценарій. Здебільшого це були другорядні чернетки, але їх виготовлення було надто дорогим. Рональд Д. Мур був одним із сценаристів, і на ранчо Скайвокерів під пильним наглядом Лукаса та МакКаллума була здійснена велика художня робота, включаючи дизайн персонажів, костюми та декорації. Проєкт все ще розглядався після того, як Lucasfilm був проданий Діснею, у тому числі ABC, з історіями, які розглядалися станом на грудень 2015 року. За словами Кетлін Кеннеді:
Це область, в якій ми проводили багато часу, читаючи матеріал, який він розробив, ми дуже хотіли б її дослідити. … Отже, наше ставлення таке, що ми не хочемо викидати нічого з цього. Це золото. І це те, на що ми витрачаємо багато часу, розглядаючи, обговорюючи, і ми цілком можемо розвивати ці речі далі. Ми обов'язково хочемо.
Сюжет фільму-антології «Бунтар Один. Зоряні Війни. Історія» спочатку був представлений як епізод серіалу. Планувалося показати історію, як Хан виграв «Тисячолітній сокіл» у Лендо. На початку 2020 року «Stargate Studios» поділилася тестовими кадрами, зробленими для просування серіалу в мережі, а також документом із деталями виробництва серіалу.

### Обхідні шляхи
«Зоряні війни: Обхідні шляхи» — це невипущений анімаційний пародійний серіал від творців «Робоцип», який був відкладений у 2013 році, і врешті-решт не вийшов до ефіру. Виробництво почалося в 2012 році до придбання компанії Діснеєм, закінчивши 39 епізодів і 62 додаткових сценаріїв.

### Карасинтія Д'юн
Повідомляється, що до листопада 2020 року для Disney+ розглядався додатковий серіал «Мандалорця», який буде зосереджений на персонажі Карасинтії Д'юн, про що Lucasfilm мав намір оголосити на заході Діснея, присвяченому до Дня інвестора. Однак після того, як Джина Карано, яка грала роль Д'юни в «Мандалорці», опублікувала суперечливі заяви протягом листопада 2020 року та лютого 2021 року, проєкт було скасовано, а Дісней розірвав зв'язки з актрисою.